# Lancy
Lancy est une ville et une commune suisse du canton de Genève. Elle est la troisième ville la plus peuplée du canton après Genève et Vernier.

## Géographie

### Situation

Photo aérienne (1965).

La commune s'étend au sud de celle de Genève. Elle est située sur deux plateaux séparés par le vallon de l'Aire, qui coule du sud-ouest vers le nord-est.
La commune de Lancy s'étend sur 4,77 km2. Lors du relevé de 2013-2018, les surfaces d'habitations et d'infrastructures représentaient 90,6 % de sa superficie, les surfaces agricoles 3,6 %, les surfaces boisées 6,1 % et les surfaces improductives 1,3 %.
La commune comprend les localités du Petit-Lancy, du Grand-Lancy et de La Praille. Elle est limitrophe de Genève, Carouge, Plan-les-Ouates, Onex et Vernier. Le Petit-Lancy est en hauteur par rapport au Grand-Lancy et à La Praille. Le 12 mai 2023 est ouverte la passerelle Tivoli, longue de 100 mètres, destinée aux piétons et aux cyclistes pour relier le haut et le bas de la ville.
L'est de la commune est concerné par le projet urbain Praille - Acacias - Vernets.

### Transports
La branche A1a de l'autoroute A1 se termine à la Praille. La principale route de contournement de Genève en dehors de l'autoroute, traverse la commune du nord au sud, en provenance de Vernier par le pont Butin, et ressortant à Plan-les-Ouates pour se brancher sur l'A1a.
La gare de Lancy-Pont-Rouge qui se trouve à la Praille, et la gare de Lancy-Bachet près du dépôt du Bachet-de-Pesay des transports publics genevois (TPG), font partie du réseau du Léman Express inauguré en décembre 2019.
La ligne 12 du tramway venant de Carouge au sud-est a son terminus aux Palettes (ou à la gare de Lancy-Bachet selon les horaires). La ligne 15 du tram venant des Acacias a également son terminus aux Palettes. La ligne 17 du tram en provenance d'Annemasse fait son terminus à la gare de Lancy-Pont-Rouge. La ligne 14 du tram traverse elle le Petit-Lancy du nord-est au sud-ouest, entre Genève et Onex, en desservant les Esserts et le Petit-Lancy. La ligne 18 du tram a son terminus à la gare de Lancy-Bachet.
La station de tramway Les Esserts accueille également les lignes de bus 21, 22, 23, 28, 40 et 42.

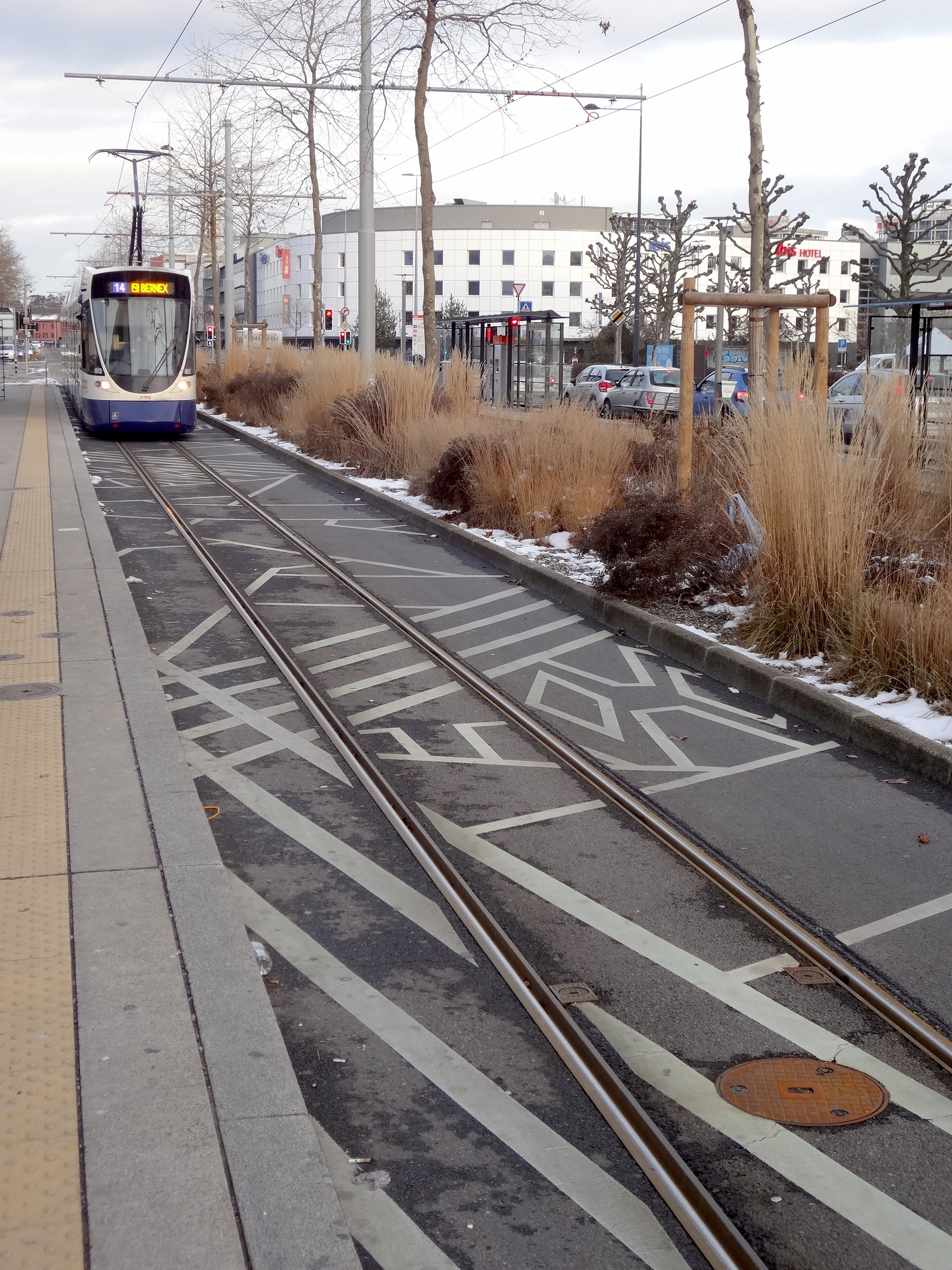
Œuvre de Sylvie Defraoui Trame et tram à Lancy, Canton de Genève, Suisse.
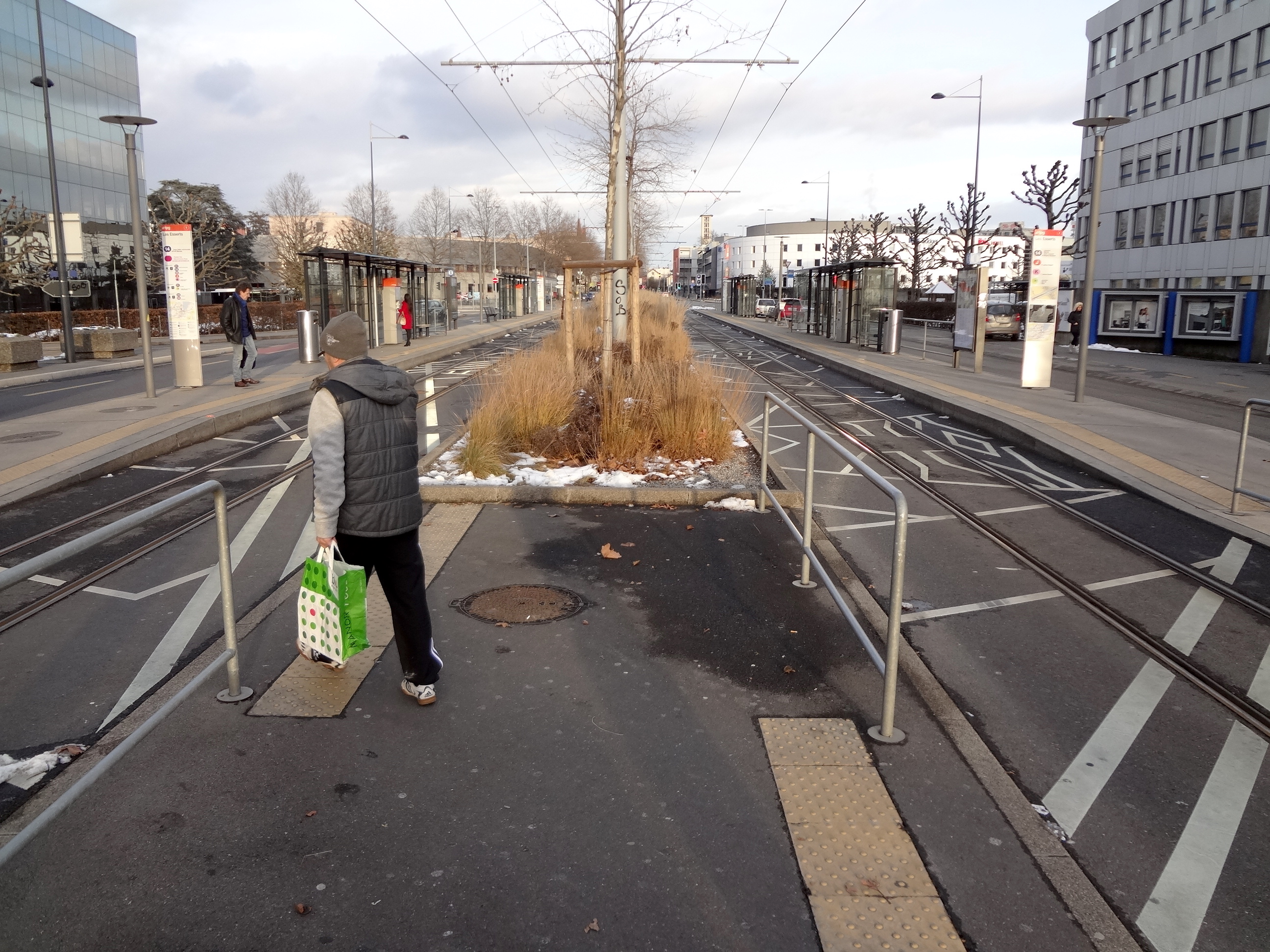
Œuvre de Sylvie Defraoui Trame et tram à Lancy, Canton de Genève, Suisse.

## Histoire

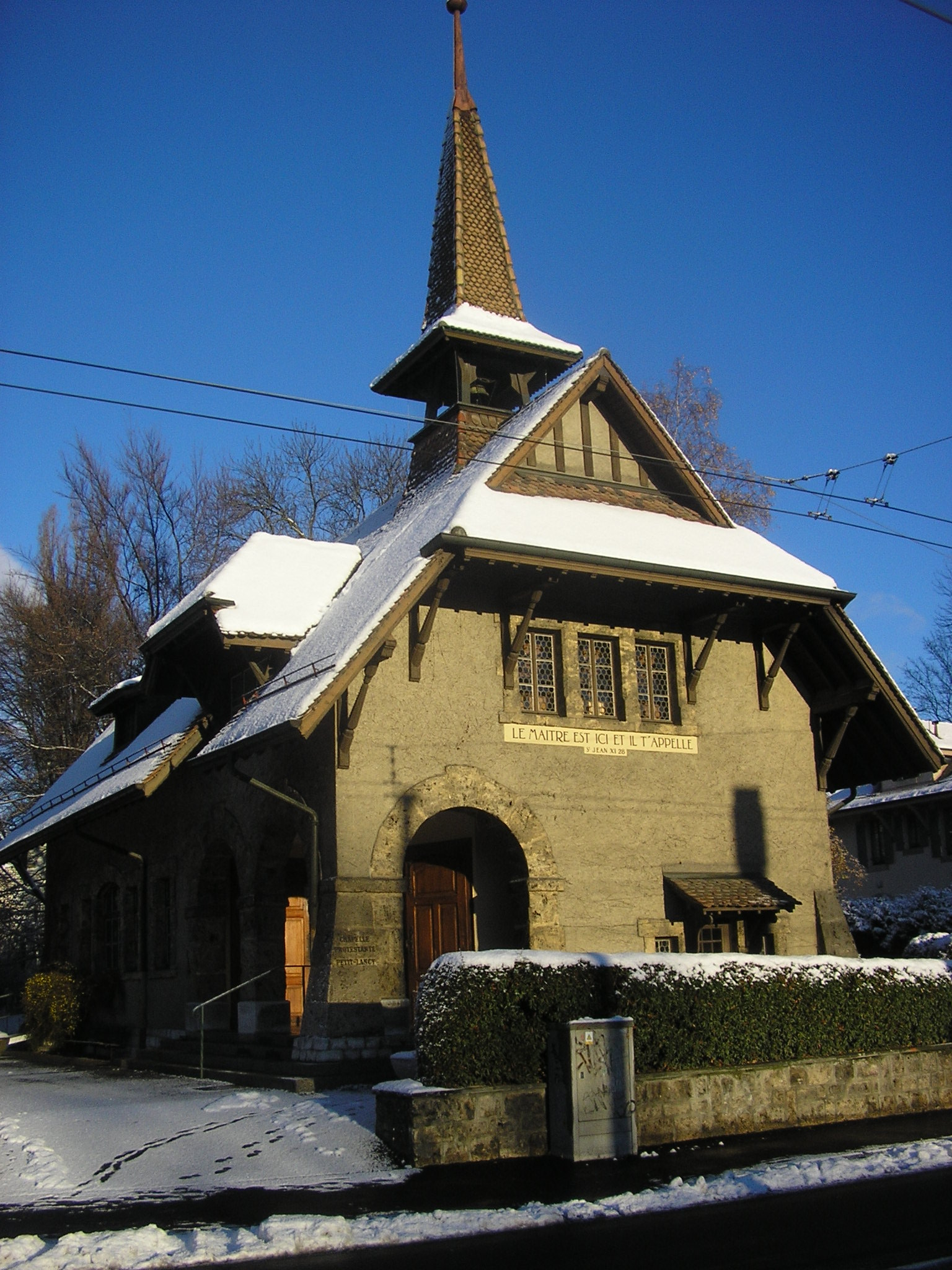
Chapelle protestante du Petit-Lancy.

Les plus anciens vestiges découverts à Lancy (La Praille) datent du Néolithique.
En 1097, le nom de Lancy apparaît pour la première fois dans un texte.
Du XIe au XVIe siècle, le territoire de Lancy devient une véritable mosaïque de fiefs partagés entre le clergé et la noblesse. En 1318, la famille de Ternier obtient le « molard » de Meler ou Meillé (Meslier, Meiller, Millier), qui correspond à La Bâtie-Meillé ou La Bastie (aujourd'hui la commune de Lancy), à côté de Genève. Ils font construire sur un promontoire de la rive gauche de l'Arve, qui vient se jeter à cet endroit dans le Rhône, un « fort ou bastie », leur permettant de contrôler la route vers Genève,.
En 1412, la paroisse de Lancy comptait quarante feux.

## Politique

### Administration
Le Conseil administratif est composé de trois conseillers, dont l'un exerce les fonctions de maire pendant un an. Ils se répartissent les dicastères pour la législature de cinq ans. L'exécutif de la commune, entré en fonction le 1er juin 2025, se compose de la façon suivante :
| Identité                 | Étiquette | Étiquette | Fonction (Période 2025-2026) | Dicastères                                                                                                  |
| ------------------------ | --------- | --------- | ---------------------------- | --- |
| Damien Bonfanti          |           | Les Verts | Maire                        | Aménagement du territoire Environnement et développement durable Culture, communication Secrétariat général |
| Salima Moyard Mizrahi    |           | PS        | Conseillère administrative   | Travaux et énergie Affaires sociales et logement Petite enfance Ressources humaines                         |
| Corinne Gachet Creffield |           | Le Centre | Conseillère administrative   | Finances et informatique Sports et location se salles Sécurité                                              |

Le Conseil municipal est composé de 37 membres. Il est dirigé par un bureau composé d'un président, d'un vice-président et d'un secrétaire. Des commissions, dans lesquelles les partis élus au conseil municipal sont représentés par un ou deux commissaires, proportionnellement à leur nombre de sièges en plénière, traitent des sujets particuliers : finances, bâtiments, affaires sociales, etc. Lors des élections municipales du 23 mars 2025, le Conseil municipal est renouvelé et représenté de la façon suivante : 
| Parti                                | Voix  | Suffrages en % | +/-  | Sièges  | +/- |
| ------------------------------------ | ----- | -------------- | ---- | ------- | --- |
| Parti socialiste suisse (PS)         | 1’666 | 24,58 %        | 1,21 | 10 / 37 | 0   |
| Le Centre (LC) - Vert'libéraux (PVL) | 1’077 | 16,21 %        | 0,70 | 6 / 37  | 1   |
| Parti libéral-radical (PLR)          | 1’036 | 15,44 %        | 2,00 | 6 / 37  | 1   |
| Mouvement citoyens genevois (MCG)    | 1’008 | 15,03 %        | 0,48 | 6 / 37  | 0   |
| Les Verts (PES)                      | 917   | 13,75 %        | 9,26 | 5 / 37  | 4   |
| Union démocratique du centre (UDC)   | 608   | 9,01 %         | 2,24 | 4 / 37  | 4   |
| Union populaire                      | 390   | 5,98 %         | 5,98 | 0 / 37  | 0   |

### Liste des conseillers administratifs
| Période                                  | Période     | Identité                 | Étiquette | Étiquette          | Qualité                                                                                                 |
| ---------------------------------------- | ----------- | ------------------------ | --------- | ------------------ | --- |
| Les données manquantes sont à compléter. |             |                          |           |                    | |
| 1er juin 1963                            | 31 mai 1995 | Henry Rosselet           |           | PS                 | Député au Grand Conseil du canton de Genève de 1957 à 1981                                              |
| 1er juin 1979                            | 31 mai 1991 | François Sprüngli        |           | PRD                | |
| 1er juin 1979                            | 31 mai 1991 | Jacques Lance            |           | PDC                | |
| 1er juin 1991                            | 31 mai 2003 | Marco Föllmi             |           | PDC                | |
| 1er juin 1991                            | 31 mai 2003 | Walter Spinucci          |           | PRD                | Député au Grand Conseil du canton de Genève de 1997 à 2001                                              |
| 1er juin 1995                            | 31 mai 2007 | Pascal Chobaz            |           | PS                 | Président de l'Association des communes genevoises de 2003 à 2007                                       |
| 1er juin 2003                            | 31 mai 2015 | François Lance           |           | PDC                | Député au Grand Conseil du canton de Genève de 2013 à 2020                                              |
| 1er juin 2003                            | 31 mai 2015 | François Baertschi       |           | Les Verts          | |
| 1er juin 2007                            | 31 mai 2020 | Frédéric Renevey         |           | PS                 | Maire en 2015-2016 et 2018-2019                                                                         |
| 1er juin 2015                            | 31 mai 2020 | Stéphane Lorenzini       |           | PDC                | Maire en 2016-2017 et 2019-2020                                                                         |
| 1er juin 2015                            | en cours    | Damien Bonfanti          |           | Les Verts          | Maire en 2017-2018, 2020-2021 et depuis 2025                                                            |
| 1er juin 2020                            | en cours    | Salima Moyard Mizrahi    |           | PS                 | Députée au Grand Conseil du canton de Genève de novembre 2009 à mai 2020Maire en 2022-2023 et 2024-2025 |
| 1er juin 2020                            | en cours    | Corinne Gachet Creffield |           | PDC puis Le Centre | Maire en 2021-2022 et 2023-2024                                                                         |

## Population et société

### Gentilé
Les habitants de la commune se nomment les Lancéens.

### Démographie
La commune compte 36 229 habitants au 31 décembre 2023 pour une densité de population de 7 595 hab/km2. Sur la période 2010-2023, sa population a augmenté de 26,5 % (canton : 14,6 % ; Suisse : 9,4 %).  

### Éducation
Les établissements scolaires sur la commune de Lancy sont :
- les écoles enfantines et primaires de la Caroline, Cérésole, En-Sauvy, des Morgines, des Palettes, du Petit-Lancy, du Plateau, de Pont-Rouge et de Tivoli, du Bachet-de-Pesay, ainsi que l'école enfantine intercommunale du Sapay[18] ;
- les cycles d'orientation des Grandes-Communes et des Voirets[19] ;
- le collège de Saussure[20] ;
- le centre de formation professionnelle technique (CFPT) et le centre de formation professionnelle construction (CFPC) du canton de Genève ;
- les écoles privées Institut Florimont, Institut international de Lancy et BrieF'R Formations PNL[21].

### Sport
Jusqu'en 2012, la commune comptait deux équipes de football, Grand-Lancy FC, qui évolue au stade des Fraisiers et le Lancy-Sport FC, dont le stade est le stade de Florimont. Ces deux clubs ont fusionné en 2012 et sont devenus le Lancy FC, plus grand club de Suisse au nombre de licenciés avec près de 1 100 licenciés fin 2012. On y trouve aussi une équipe de natation, Lancy Natation, qui évolue dans la piscine de l'école de la Caroline, ainsi que plusieurs autres clubs de sport.

### Médias
Fondé en 1963, le journal Le Lancéen est édité conjointement par les Associations d'intérêts de Lancy et la Ville de Lancy. Paraissant neuf fois par an, il est tiré en 2021 à 17 250 exemplaires et distribué à tous les ménages.
Lancée le 1er septembre 2010, la chaîne de télévision communale Lancy TV, qui était disponible par câble sur l'ensemble de la commune, a cessé d'émettre le 1er avril 2018.

## Économie
- Les Transports publics genevois y ont leur centre administratif et technique, le dépôt du Bachet-de-Pesay, au Grand-Lancy.
- Le Stade de Genève se dresse à la Praille depuis 2003 ; il côtoie le centre commercial de La Praille qui a été inauguré en 2002 (Grand-Lancy).
- La multinationale américaine Procter & Gamble y a son siège européen (Petit-Lancy).

## Culture et patrimoine

### Héraldique
| Blason | Blasonnement : Coupé de sinople à deux étoiles d'or rangées en bande entre deux cotices du même, et de gueules à deux clefs d'or en sautoir. |

### Espaces verts
En 2019, la commune de Lancy est labellisée bio. Il s'agit d'une première suisse, aucune collectivité publique n’avait auparavant obtenu le label « Bourgeon » à l'échelle communale. Lancy n'utilise plus le moindre produit chimique depuis janvier 2017 pour l’entretien de ses 55 hectares de parcs et espaces verts ni pour la production annuelle des 55 000 fleurs et plantes destinées à les aménager.

### Personnalités
- Daniel Ihly, peintre.
- Valentine Mallet, photographe.
- Nicolas Bouvier, écrivain et photographe suisse né à Lancy.
- Michel Simon, acteur suisse enterré au cimetière de Lancy.